# Ascorhynchus japonicus
Ascorhynchus japonicus är en havsspindelart som beskrevs av Ives, J.E. 1891. Ascorhynchus japonicus ingår i släktet Ascorhynchus och familjen Ammotheidae. Inga underarter finns listade i Catalogue of Life.